# دوغلاس جالفاو سيلفا
دوغلاس جالفاو سيلفا (21 مايو 1986 في البرازيل - ) هو لاعب كرة قدم برازيلي في مركز الهجوم. لعب مع نادي الجهراء ونادي غوياس ونادي برازيل دي بيلوتاس ونادي إيتوانو وإيراتي الرياضي ‏ وأتلتيكو لينينسي.

## وصلات خارجية
- دوغلاس جالفاو سيلفا على موقع قاعدة بيانات كرة القدم.إي يو (الإنجليزية)